# Вид с высоты птичьего полёта

Графическая проекция

Вид с высоты птичьего полёта («птичий глаз», англ. bird's-eye view) — это возвышенный вид объекта сверху, с перспективой, как если бы наблюдатель был птицей, часто используемый при создании чертежей, поэтажных планов.
Это может быть аэрофотоснимок, но также и рисунок. До того, как пилотируемый полёт стал обычным явлением, термин «птичий глаз» использовался для различения видов, полученных от непосредственного наблюдения в высоких местах (например, гора или башня), от тех, которые построены с воображаемых (птичьих) перспектив. Виды с высоты птичьего полёта как жанр существуют с классических времён. Последний большой расцвет их пришёлся на середину-конец XIX века, когда гравюры с высоты птичьего полёта были популярны в США и Европе.

## Терминология
Синонимичное понятие термина «вид с высоты птичьего полёта» — «аэрофотоснимок». Данный термин может относиться к любому виду с большой высоты, даже под широким углом, как, например, при взгляде сбоку из окна самолёта или с вершины горы. Также в качестве синонима «вида с высоты птичьего полёта» часто встречается словосочетание «вид сверху», но оно обычно подразумевает менее высокую точку обзора, чем первый. Например, в компьютерных и видеоиграх «вид сверху» персонажа или ситуации часто помещает точку обзора всего на несколько футов (метр или два) выше человеческого роста.
Последние технологические и сетевые достижения сделали спутниковые снимки более доступными. Microsoft Bing Maps предлагает прямые спутниковые фотографии всей планеты сверху, но также предлагает функцию «Bird’s-eye view» в некоторых местах. Фотографии с высоты птичьего полёта расположены под углом 40 градусов, а не прямо вниз. Программы спутниковой съёмки и фотографии были описаны как предлагающие зрителю возможность «пролететь» местность и наблюдать её с этого конкретного ракурса.
В кинематографе и видеопроизводстве съёмка с высоты птичьего полёта осуществляется путём подъёма видеокамеры вручную или с помощью специальных средств, на которые её подвешивают (операторский кран, дроны). Ракурс очень укорочен, в результате чего объект съёмки кажется коротким и приземистым. Данный метод может быть использован для того, чтобы дать общий установочный снимок сцены или подчеркнуть малость или незначительность объектов. Такие кадры обычно используются для батальных сцен или отображения локации, где находится персонаж.
Виды с высоты птичьего полёта широко распространены в трансляции спортивных событий, особенно в XXI веке, с увеличением использования камеры Skycam и других подобных устройств, таких как CableCam и Spidercam.
«Птичьему глазу» («виду сверху») противопоставлен «вид снизу» — т. н. «лягушачья перспектива» (нем. Froschperspektive) или «вид глазами червяка» (англ. worm’s-eye view), когда объект на снимке запечатлён снизу вверх с максимально близкого расстояния, будто увиденный небольшим животным или ребёнком. В этом случае камера располагается под достаточно большим углом, чтобы передать эффект высоко поднятой головы.

## Галерея

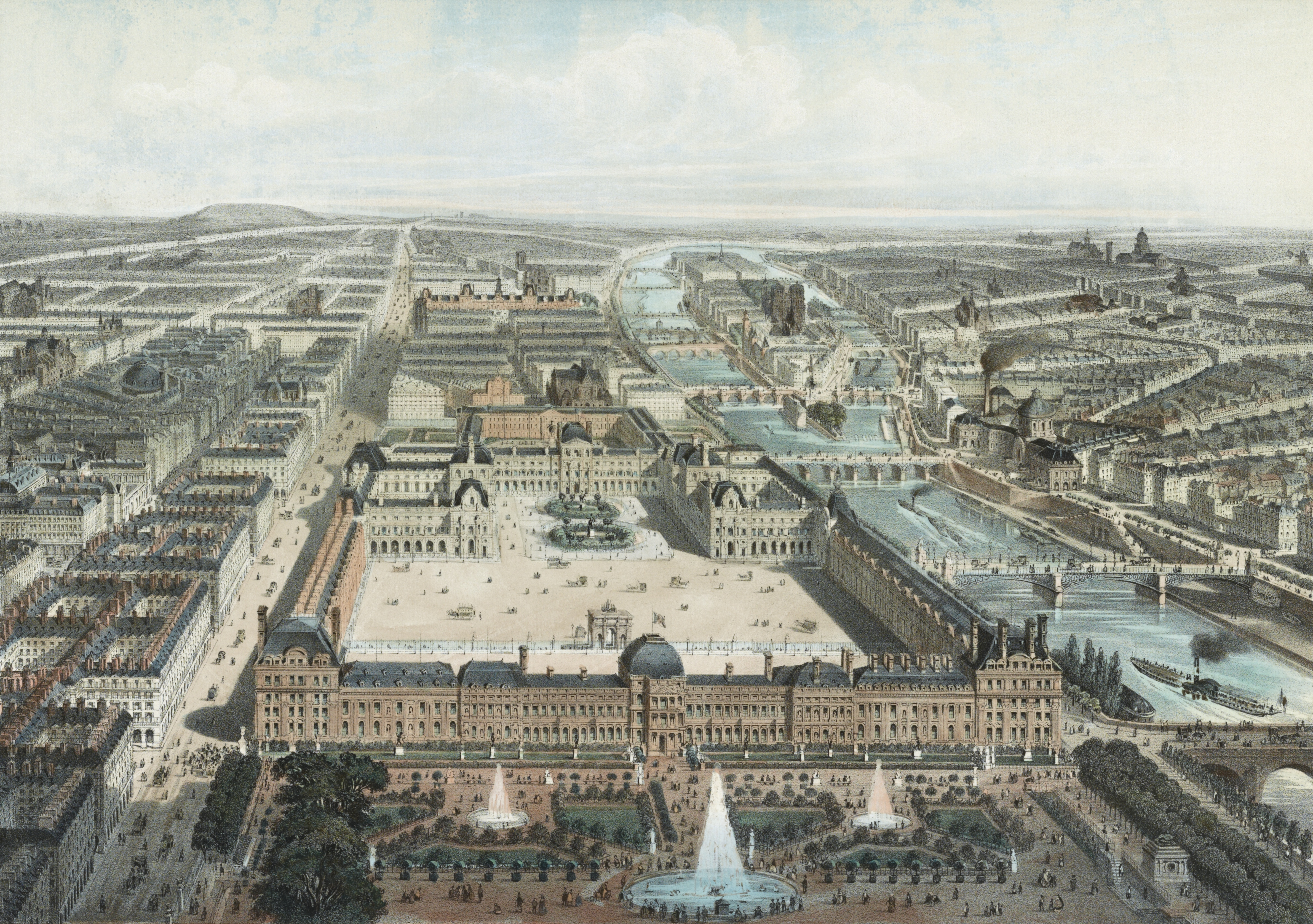
Гравюра Парижа с высоты птичьего полёта 1850 года
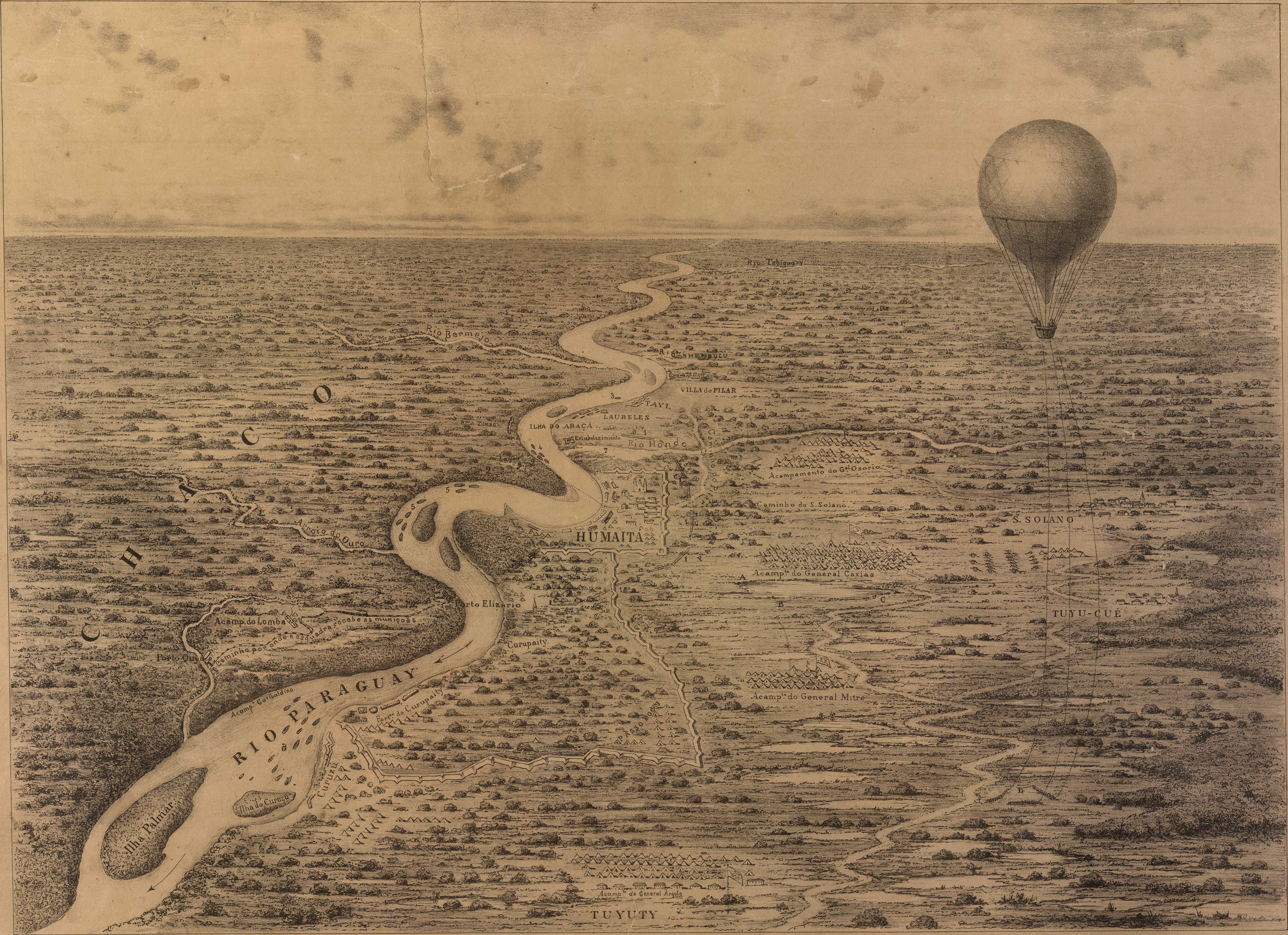
Вид операций во время Парагвайской войны с высоты птичьего полёта с наблюдательного аэростата Джеймса Аллена, 1868 год
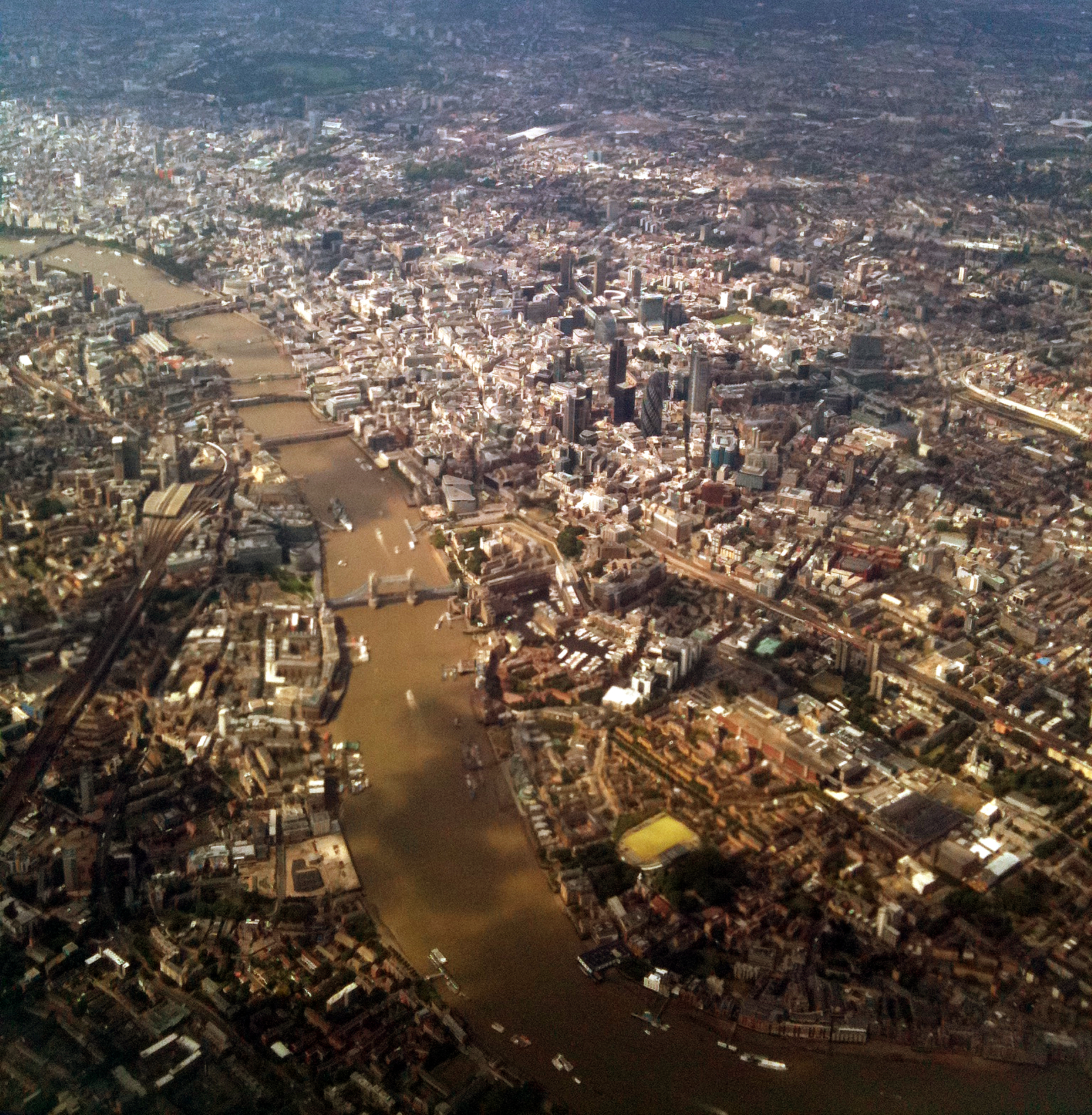
Вид с высоты птичьего полёта на Лондонский Сити, 2011 год
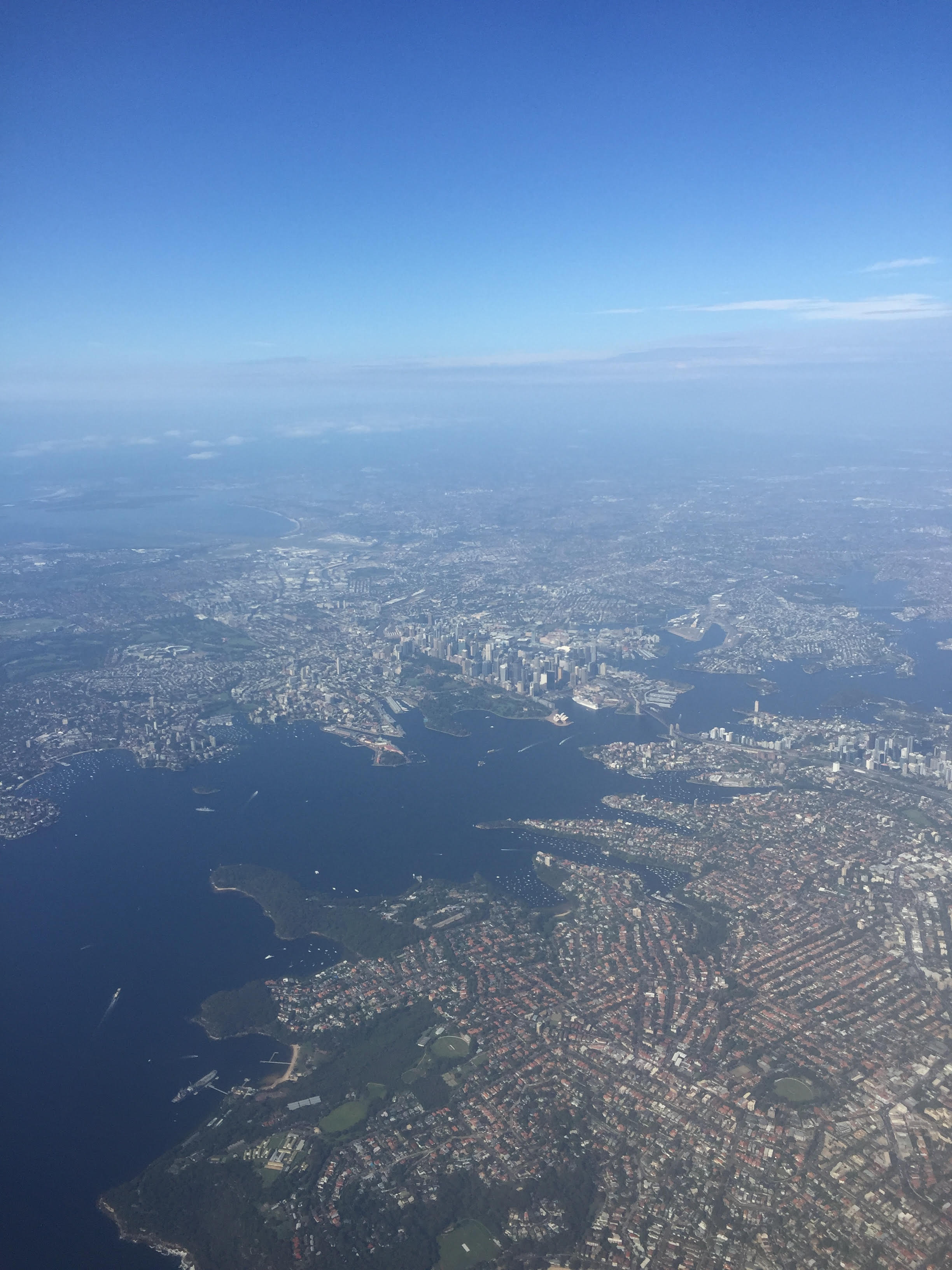
Вид на Сидней с авиалайнера
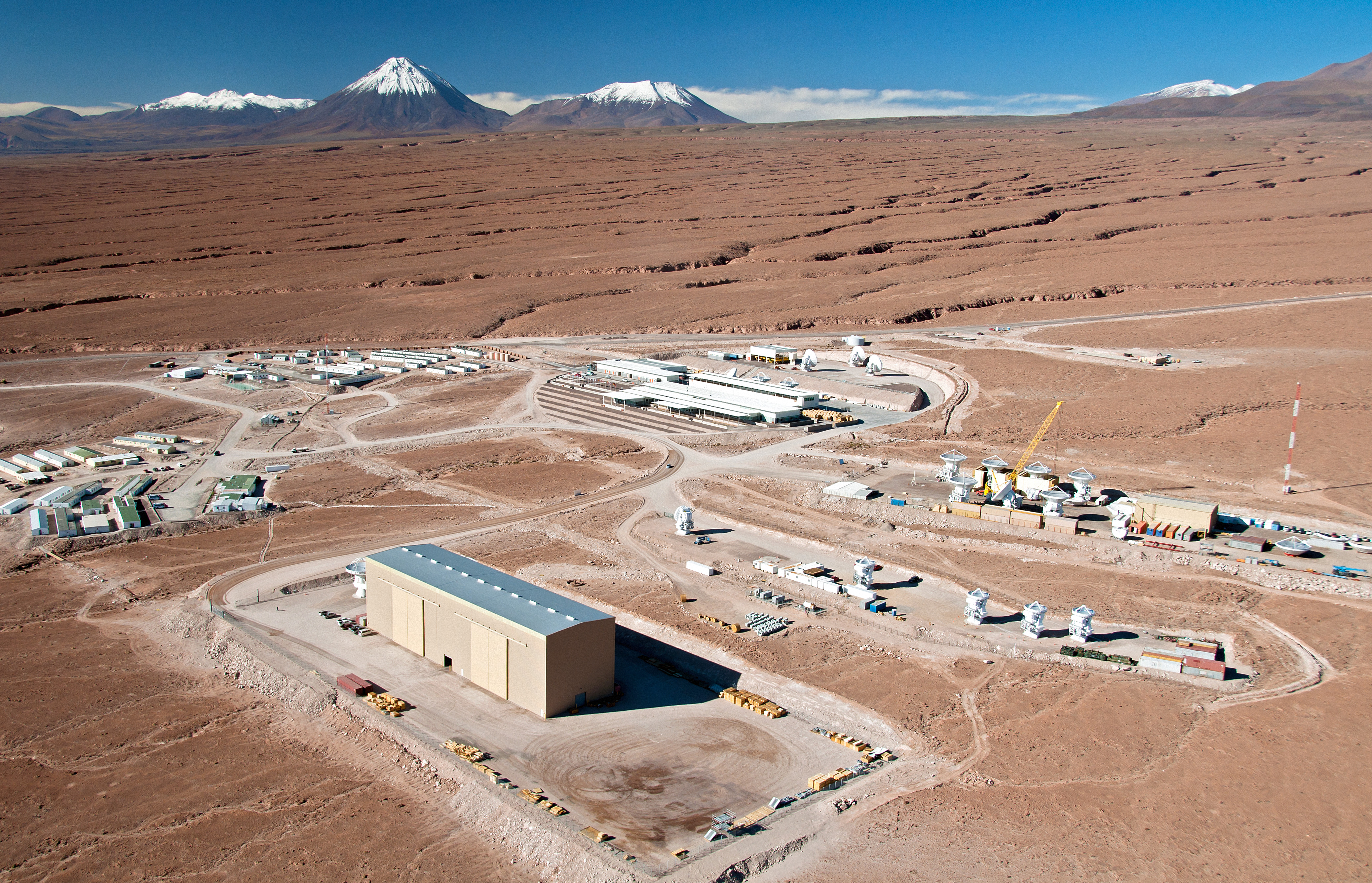
Полёт над большим миллиметровым массивом ESO Atacama
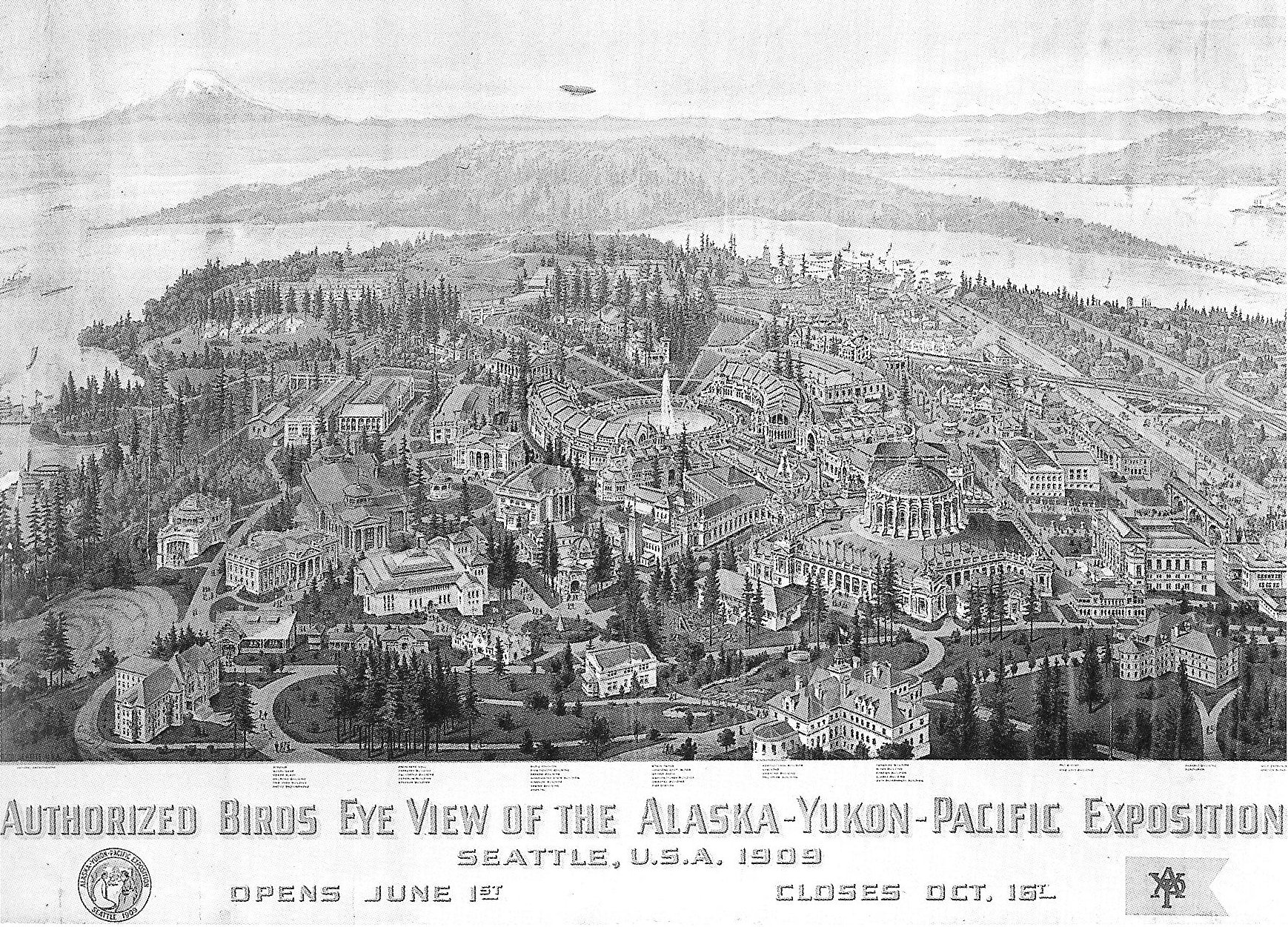
Гравюра на дереве с высоты птичьего полёта выставки Аляска-Юкон-Тихий океан, 1909 год
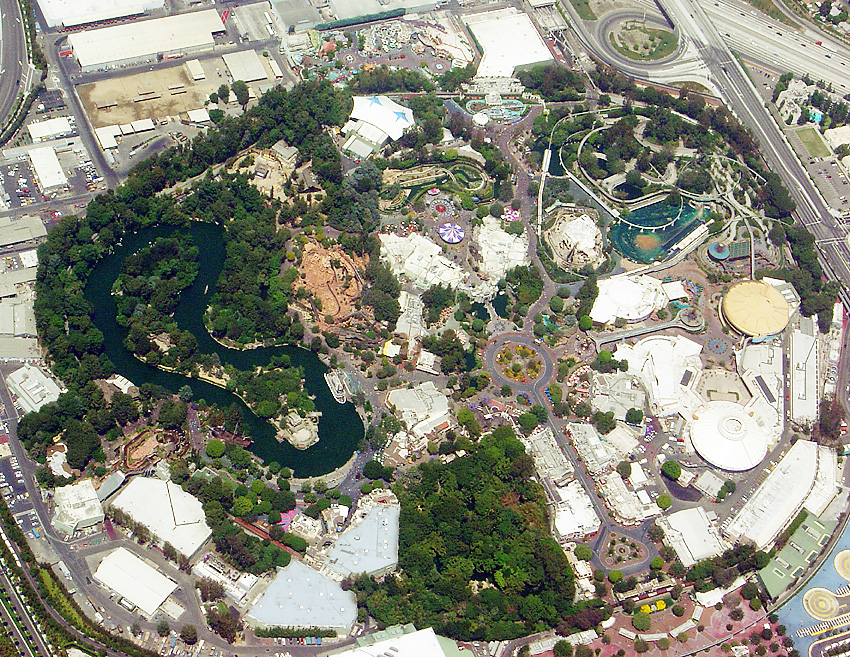
Вид с высоты птичьего полёта на Диснейленд в 2004 году
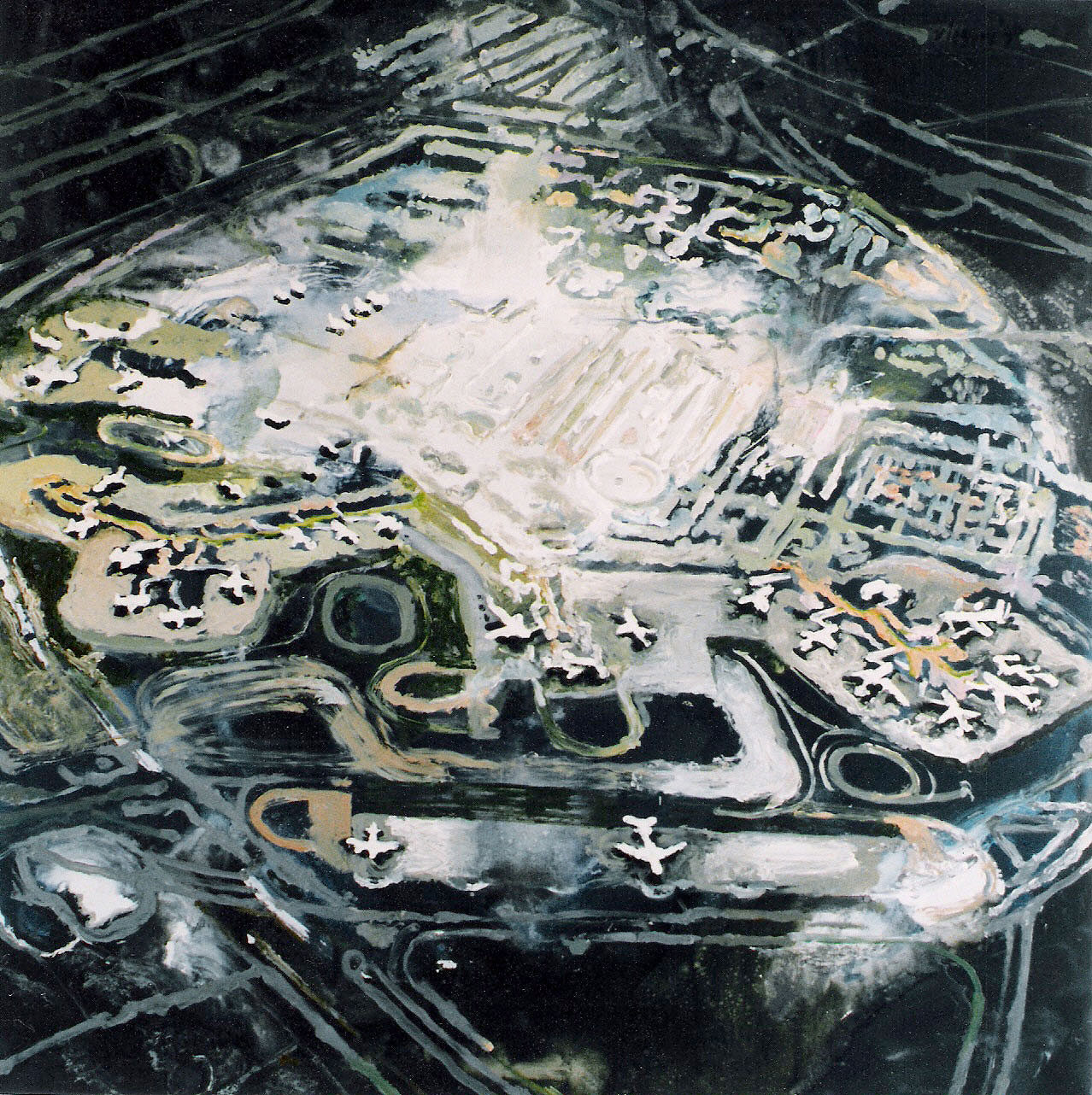
Картина голландского художника Яннеке Вьегерса «Аэропорт Схипхол»

## Вид «с высоты птичьего полёта» и «птичий глаз»
От вышеописанного «птичьего глаза» следует отличать другой вид «с высоты птичьего полёта» — англ. bird's-flight view, или «вид-план в изометрической проекции». В то время как первый показывает сцену только с одной точки зрения в реальной перспективе (то есть удалённые от камеры здания и возвышенности выглядят меньше, чем те, что находятся вблизи), второй сочетает в себе план местности и проекционные изображения наземных объектов в одинаковом масштабе, вне зависимости от расстояния до них. Пейзаж предстаёт «таким, каким он предстал бы перед любым проходящим над ним, как на воздушном шаре, на высоте, достаточной для того, чтобы устранить резкость перспективы, и всё же достаточно низкой, чтобы позволить отчётливо видеть сцену внизу». Этот метод был популярен среди местных геодезистов и картографов XVI—начала XVII веков.